# Leucone
Leucone (in greco antico: Λεύκων?, Léukōn; in latino Leucon; Atene, 460 a.C. circa – ...) è stato un commediografo ateniese.

## Biografia
Secondo Suda, Leucone sarebbe stato ateniese e sarebbe vissuto all'epoca della guerra del Peloponneso, il che ne fa un contemporaneo e rivale di Aristofane. Da notizie sulle sue commedie, con Aristofane avrebbe condiviso il conservatorismo e l'attacco ai demagoghi di estrazione popolareː infatti, se le commedie aristofanee avevano come bersaglio Cleone, Leucone, alle Dionisie del 421 a.C., nei suoi Gli appartenenti a una fratria, probabilmente accusava il capo democratico Iperbolo.

## Commedie
Di Leucone, nonostante vincesse sulle Vespe di Aristofane con i Πρέσβεις (Gli ambasciatori), restano solo tre titoli, che comprendono, oltre alla commedia suddetta, i Φράτερες (I membri della fratria) e Ὂνος ἀσκοφόρος (L'asino portasoma).